# گادوین اوکپارا
گادوین اوکپارا (انگلیسی: Godwin Okpara؛ زادهٔ ۲۰ سپتامبر ۱۹۷۲) یک بازیکن فوتبال اهل نیجریه است.
از باشگاه‌هایی که در آن بازی کرده‌است می‌توان به استاندارد لیژ، استراسبورگ، و پاری سن ژرمن اشاره کرد.
وی همچنین در تیم ملی فوتبال نیجریه بازی کرده‌است.